# Argyrogrammana subota
Argyrogrammana subota är en fjärilsart som beskrevs av William Chapman Hewitson 1877. Argyrogrammana subota ingår i släktet Argyrogrammana och familjen Riodinidae. Inga underarter finns listade i Catalogue of Life.